# فیلو اهل بیزانتیوم
فیلو اهل بیزانتیوم (متولد ۲۸۰ پیش از میلاد- متوفی ۲۲۰ پیش از میلاد)، که به نام فیلو مکانیکوس (فیلوی مکانیک‌دان) نیز معروف است، مهندس و نویسندهٔ علوم مکانیک یونانی است. اگر چه از اهالی بیزانتیوم بود، بیشتر عمر خود را در اسکندریه گذراند.
به نظر می‌رسد او از تسیبیوس جوانتر بوده است، هر چند برخی منابع، دوران او را تا یک قرن پیشتر ذکر کرده‌اند.

## زندگی و آثار
فیلو نویسندهٔ کتاب بزرگ گزیده‌ای از علم مکانیک است. بخش‌هایی از این کتاب (که نسخهٔ یونانی آن همچنان موجود است) مشتمل بر جزئیاتی در زمینهٔ جنگ‌افزارهای برتابی، ساخت قلعه، تدارکات، حمله و دفاع می‌شود.
بخش‌هایی از یکی دیگر از آثار او در زمینهٔ نیوماتیک نیز در قالب ترجمهٔ لاتین حفظ شده است (این ترجمه خود برگردان ترجمهٔ عربی اثر است).

## دستگاه‌های اختراع شده توسط فیلو
تحقیقات اخیر نشان می‌دهد که بخشی از کتاب نیوماتیک فیلو مشتمل بر اوّلین توصیفات آسیاب آبی در تاریخ است؛ بنابراین تاریخ اختراع آسیاب آبی به میانهٔ قرن سوّم پیش از میلاد باز می‌گردد.
یکی دیگر از کارهای فیلو، معرفی کاربرد زنجیر و گردانندهٔ زنجیر در ساخت کمان خودکار است.
او همچنین اوّلین کسی است که جیمبال را معرفی کرده است: یک مرکب دان هشت وجهی با یک دریچه در هر وجه. با چرخاندن این ظرف، جوهر از هیچ‌یک از دریچه‌های آن (حتی دریچهٔ وجه پایینی) خارج نمی‌شود.
او در کتاب نیوماتیک خود، برای اوّلین بار در تاریخ، چرخ‌دنگ را توصیف کرده است.

## کارهای فیلو در زمینهٔ ریاضیات
در ریاضیات، مسئلهٔ تضعیف مکعب توسط فیلو حل شده است. در واقع، خط فیلو، رویکردی هندسی برای تضعیف مکعب، به او نسبت داده می‌شود.

## توضیحی در مورد معرفی عجایب هفتگانه توسط فیلو
در تاریخ، معرفی عجایب هفتگانه جهان باستان به چند نفر نسبت داده شده است که یکی از آنها فیلو اهل بیزانتیوم است. با این وجود، به نظر می‌رسد شخص مذکور نه فیلو مکانیکوس بلکه فیلوی دیگری از اهالی بیزانتیوم است که قرن‌ها پس از وی، احتمالاً در قرن چهارم و پنجم پس از میلاد، می‌زیسته است.